# Grand Prix Hassan II 2022
Grand Prix Hassan II 2022 byl tenisový turnaj pořádaný jako součást mužského okruhu ATP Tour v areálu Royal Tennis Club de Marrakech na otevřených antukových dvorcích. Probíhal mezi 4. až 10. dubnem 2022 v marocké Marrákeši jako třicátý šestý ročník turnaje. Představoval jedinou událost ATP Tour na africkém kontinentu, která se v letech 2020 a 2021 nehrála pro koronavirovou pandemii.
Turnaj s rozpočtem 597 900 eur patřil do kategorie ATP Tour 250. Nejvýše nasazeným hráčem ve dvouhře se stal devátý tenista světa Félix Auger-Aliassime z Kanady, kterého ve druhém kole vyřadil Slovák Alex Molčan. Jako poslední přímý účastník do hlavní singlové soutěže nastoupil 109. hráč žebříčku, Němec Yannick Hanfmann.
V důsledku invaze Ruska na Ukrajinu na konci února 2022 řídící organizace tenisu ATP, WTA a ITF s grandslamy rozhodly, že ruští a běloruští tenisté mohli dále na okruzích startovat, ale do odvolání nikoli pod vlajkami Ruska a Běloruska.
Šestou singlovou a druhou antukovou trofej na okruhu ATP Tour vybojoval 31letý Belgičan David Goffin. První společně odehraný turnaj v této úrovni tenisu proměnil v titul brazilsko-španělský pár Rafael Matos a David Vega Hernández.

## Rozdělení bodů a finančních odměn

### Rozdělení bodů
| Soutěž  | Soutěž | vítězové | finalisté | semifinalisté | čtvrtfinalisté | 16 v kole | 32 v kole | Q  | Q2 | Q1 |
| ------- | ------ | -------- | --------- | ------------- | -------------- | --------- | --------- | -- | -- | -- |
| dvouhra | [ 2 ]  | 250      | 150       | 90            | 45             | 20        | 0         | 12 | 6  | 0  |
| čtyřhra | [ 6 ]  | 250      | 150       | 90            | 45             | 0         | —         | —  | —  | —  |

### Finanční odměny
| Soutěž                              | Soutěž      | vítězové | finalisté | semifinalisté | čtvrtfinalisté | 16 v kole | 32 v kole | Q2      | Q1      |
| ----------------------------------- | ----------- | -------- | --------- | ------------- | -------------- | --------- | --------- | ------- | ------- |
| dvouhra                             | [ 2 ] [ 7 ] | 81 310 € | 47 430 €  | 27 885 €      | 16 160 €       | 9 380 €   | 5 730 €   | 2 870 € | 1 565 € |
| čtyřhra                             | [ 6 ]       | 28 250 € | 15 110 €  | 8 860 €       | 4 950 €        | 2 920 €   | —         | —       | —       |
| částka ve čtyřhře je uvedena na pár |             |          |           |               |                |           |           |         |         |

## Mužská dvouhra

### Nasazení
| Stát                           | Hráč                        | ATP | Nasazení |
| ------------------------------ | --------------------------- | --- | -------- |
| Kanada                         | Félix Auger-Aliassime       | 9.  | 1.       |
| Spojené království             | Dan Evans                   | 27. | 2.       |
| Itálie                         | Fabio Fognini               | 34. | 3.       |
| Španělsko                      | Albert Ramos-Viñolas        | 35. | 4.       |
| Argentina                      | Federico Delbonis           | 36. | 5.       |
| Nizozemsko                     | Botic van de Zandschulp     | 42. | 6.       |
| Španělsko                      | Alejandro Davidovich Fokina | 43. | 7.       |
| Srbsko                         | Laslo Djere                 | 53. | 8.       |
| Žebříček ATP k 21. březnu 2022 |                             |     |          |

### Jiné formy účasti
Následující hráči obdrželi divokou kartu do hlavní soutěže:
- Félix Auger-Aliassime
- Elliot Benchetrit
- Malek Džazírí

Následující hráč nastoupil z pozice náhradníka:
- Stefano Travaglia

Následující hráči postoupili z kvalifikace:
- Mirza Bašić
- Damir Džumhur
- Vít Kopřiva
- Pavel Kotov

Následující hráč postoupil z kvalifikace jako šťastný poražený:
- Bernabé Zapata Miralles

### Odhlášení
před zahájením turnaje
- Sebastián Báez → nahradil jej  Richard Gasquet
- Benjamin Bonzi → nahradil jej  Henri Laaksonen
- Alexandr Bublik → nahradil jej  Kamil Majchrzak
- Fabio Fognini → nahradil jej  Stefano Travaglia
- Ilja Ivaška → nahradil jej  Carlos Taberner
- Pedro Martínez → nahradil jej  Marco Cecchinato
- Benoît Paire → nahradil jej  Yannick Hanfmann
- Alexei Popyrin → nahradil jej  Bernabé Zapata Miralles
- Arthur Rinderknech → nahradil jej  Hugo Dellien
- Jan-Lennard Struff → nahradil jej  João Sousa

## Mužská čtyřhra

### Nasazení
| Stát                                                                      | Hráč            | Stát       | Hráč                   | ATP  | Nasazení |
| ------------------------------------------------------------------------- | --------------- | ---------- | ---------------------- | ---- | -------- |
| Kazachstán                                                                | Andrej Golubjev | Francie    | Fabrice Martin         | 66.  | 1.       |
| Belgie                                                                    | Sander Gillé    | Belgie     | Joran Vliegen          | 67.  | 2.       |
| Uruguay                                                                   | Ariel Behar     | Nizozemsko | Matwé Middelkoop       | 73.  | 3.       |
| Izrael                                                                    | Jonatan Erlich  | Francie    | Édouard Roger-Vasselin | 110. | 4.       |
| Žebříček ATP k 21. březnu 2022; číslo je součtem umístění obou členů páru |                 |            |                        |      |          |

### Jiné formy účasti
Následující páry obdržely divokou kartu do hlavní soutěže:
- Walid Ahouda /  Mehdi Benchakroun
- Elliot Benchetrit /  Lamine Ouahab

Následující páry nastoupily z pozice náhradníků:
- Mirza Bašić /  Damir Džumhur
- Marco Cecchinato /  Lorenzo Musetti

### Odhlášení
před zahájením turnaje
- Pablo Andújar /  Pedro Martinez → nahradili je  Federico Delbonis /  Guillermo Durán
- Alexandr Bublik /  Jan Zieliński → nahradili je  Andrea Vavassori /  Jan Zieliński
- Rohan Bopanna /  Matwé Middelkoop → nahradili je  Ariel Behar /  Matwé Middelkoop
- Sebastián Báez /  Rafael Matos → nahradili je  Rafael Matos /  David Vega Hernández
- Dan Evans /  Ken Skupski → nahradili je  Marco Cecchinato /  Lorenzo Musetti
- Denys Molčanov /  Franko Škugor → nahradili je  Mirza Bašić /  Damir Džumhur

## Přehled finále

### Mužská dvouhra
- David Goffin vs.  Alex Molčan, 3–6, 6–3, 6–3

### Mužská čtyřhra
- Rafael Matos /  David Vega Hernández vs.  Andrea Vavassori /  Jan Zieliński, 6–1, 7–5